# Inscriptio

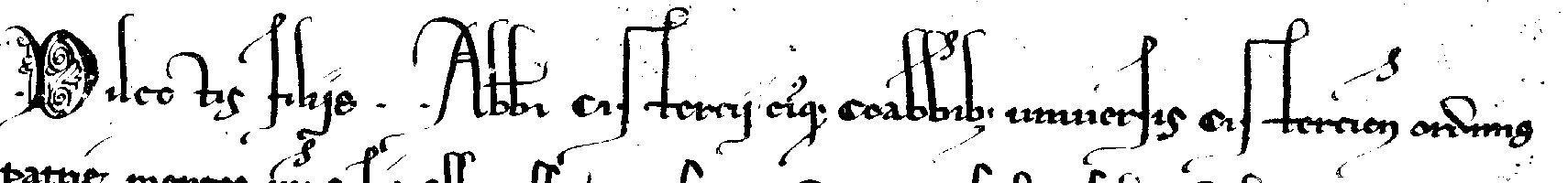
Zisterzienserrundschreiben Alexanders IV. von 1256

Die Inscriptio, auch als Adresse bezeichnet, ist diejenige Formel im Protokoll  eines Urkundenformulars, die den oder die Empfänger, die im Dativ aufgeführt werden, benennt. Sie steht fast immer in syntaktischer Verbindung mit der Salutatio. In Ausnahmefällen kann die Inscriptio vor der Intitulatio stehen, wenn die Rücksicht auf die Rangordnung das erfordert: so etwa bei Suppliken oder bei dem Schreiben Kaiser Friedrichs II. an Papst Gregor IX.
Während bei Papsturkunden und Mandaten eine Inscriptio die Regel ist, wird der eigentliche Empfänger in den Diplomen der Könige und Kaiser in der Narratio genannt; eine meist allgemeine Öffentlichkeit, die vom Inhalt einer Urkunde Kenntnis erhalten soll, wird in der Promulgatio angesprochen. Im Falle der Mandate ist der Adressat nicht derjenige, der aus den rechtlichen Verfügungen Nutzen zieht und der die Urkunde erbeten hat.

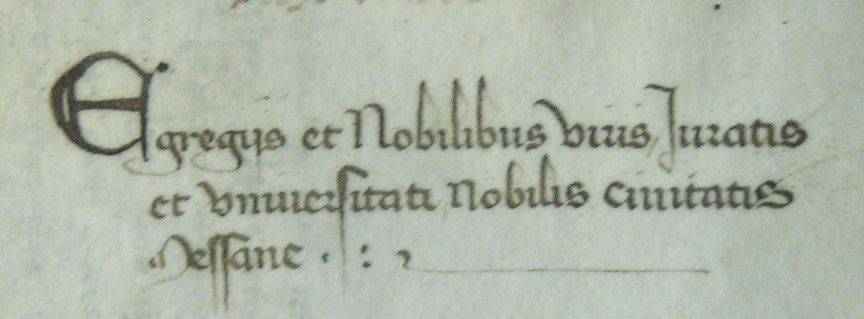
Adresse einer Urkunde des Dogen Michael Steno von 1402

Bei verschlossenen Schreiben (litterae clausae) und bei Breven wird der Empfänger der Urkunde in einer Außenadresse angegeben, die in der Regel in der Mitte der Versoseite steht, wo sie ohne Beschädigung des Siegels eingesehen werden kann. Auf der Urkunde Stenos lautet sie: Egregiis et nobilibus viris Iuratis et Universitati Nobilis civitatis Messane („An die hervorragenden und edlen Männer, die Geschworenen, und der Gesamtheit der edlen Stadt Messina“). 
Im Geschäftsgang der päpstlichen Kanzlei dienen die Vermerke der Prokuratoren der Beschleunigung der Zuordnung an den zuständigen Vertreter des Antragstellers für eine Urkunde. Vereinzelt finden sich hier auch Außenadressen bei nicht verschlossenen Schreiben.
Anredeformen wurden in den Schriften der Ars dictandi eingehend behandelt. In den Schreibregeln und Notulae, die in den Handbüchern für die Skriptoren der päpstlichen Kanzlei enthalten sind, werden die unterschiedlichen Formen venerabili fratri und dilecto filio sowie ihre Anwendung erläutert (Dilectis filiis .. Abbati Cistercii eiusque coabbatibus universis Cisterciensis ordinis „Den geliebten Söhnen, dem Abt von Citeaux und allen seinen Mitäbten des Zisterzienserordens“ lautet die Formel in der Urkunde Alexanders IV. von 1256). Die Anrede venerabilis frater war Bischöfen vorbehalten, alle anderen Christen wurden mit dilectus filius/dilecta filia bezeichnet. Für Häretiker und nichtchristliche Empfänger gab es abweichende Formen.

In Justizbriefen, Exekutionsmandaten und denjenigen Gnadenbriefen, die nicht für eine konkrete Person bestimmt sind, wird bei Klerikern seit dem Ende des 12. Jahrhunderts der Name oder die Namenssigle durch die sogenannten Reverenzpunkte ersetzt, zwei nebeneinander gesetzte Punkte. Damit sollten prozessuale Einreden gegen möglicherweise unzutreffende Namen ausgeschlossen werden: Gemeint war immer derjenige, der zum Zeitpunkt der Präsentation des Dokuments Inhaber der genannten Stelle war.